# Route 238 (Terre-Neuve-et-Labrador)
Pour les articles homonymes, voir Route 238.
La route 238 est une route tertiaire de la province de Terre-Neuve-et-Labrador, située dans l'est de l'île de Terre-Neuve, sur la péninsule Bonavista. Elle est plus précisément située dans l'extrême nord-est de la péninsule, entre Catalina et Bonavista. Elle est une route faiblement empruntée. Route alternative de la route 230, elle est nommée Elliston Road, mesure 13 kilomètres, et est une route asphaltée sur l'entièreté de son tracé.

## Tracé
La 238 débute sur la route 230, 10 kilomètres au nord de Catalina et 7 kilomètres au sud de Bonavista. Elle commence par se diriger vers le nord-nord-est pendant 6 kilomètres, jusqu'à Elliston, où elle courbe vers le nord-ouest pour suivre la côte. Elle rejoint Bonavista, ville qu'elle traverse pendant 2 kilomètres. Elle se termine au terminus nord des routes 230 et 235, dans le centre-ville.

## Attrait
- Elliston's Root Cellars

## Parc provincial
Le parc provincial Dungeon est accessible par la 238, à Lance Cove, 2 kilomètres à l'est du centre de Bonavista.

## Communautés traversées
- Elliston
- Lance Cove
- Bonavista